# 匹美西林
匹美西林（INN：Pivmecillinam；USAN：amdinocillin pivoxil）是美西林（一种广谱青霉素类抗生素）的口服活性前药。匹美西林是美西林的叔戊酰氧甲酯。 
匹美西林仅对革兰氏阴性菌有活性，主要用于治疗下尿路感染。在北欧国家，自1970年代以来，它已被广泛用于该适应症。它已被提议作为急性膀胱炎经验性治疗的首选一线药物。它也被用于治疗副伤寒和志贺杆菌病。

## 有害影响
匹美西林的副作用与其他青霉素相似。使用美西林最常见的副作用是皮疹和胃肠道不适，包括恶心和呕吐。
人们早就知道，在被身体分解时会释放叔戊酸的前体药物（如匹美西林、匹氨西林和头孢妥仑匹酯）会消耗肉碱。这不是由于药物本身，而是由于叔戊酸盐，叔戊酸盐主要通过与肉碱形成结合物而从体内清除。虽然短期使用这些药物会导致血液中肉毒碱水平显着下降，但不太可能具有临床意义；但是，长期使用会出现问题，因此不推荐使用。

## 参考资料

Skeletal formula of mecillinam, the active moiety of pivmecillinam